# 2026年冬季奥林匹克运动会哈萨克斯坦代表团
2026年冬季奧林匹克運動會哈薩克代表團是哈薩克所派出的第25届冬季奥林匹克运动会代表團。這是該國在蘇聯解體後第9次參加冬季奧運會。

## 高山滑雪
哈薩克已有一男及一女取得高山滑雪參賽資格。